# .32 Winchester Self-Loading
El .32 Winchester Self-Loading (.32SL, .32SLR o .32WSL ) es un cartucho metálico recto, para rifle estadounidense.

## Descripción
Winchester introdujo el .32SL y el .35SL en el rifle semiautomático Winchester Modelo 1905, una versión de fuego central del Winchester Modelo 1903 . El .32SL nunca logó popularidad como opción para la caza, aunque puede ser adecuado para la caza menor, como el zorro y el coyote, a distancias cortas.  Tanto el .32SL como el .35SL pronto fueron reemplazados por el .351SL de mayor potencia, en el Winchester Modelo 1907 . 
Sin embargo, cuando se presentó por primera vez, Townsend Whelen señaló que el cartucho .32SL mostraba una balística similar a la del cartucho de baja presión de pólvora negra Winchester .32-40 .  Además, sugiere que el mejor uso del .32 SL es para tiro al blanco con fuego rápido a distancias de hasta 300 yardas. Dentro de esos rangos, es un cartucho bastante preciso.
En octubre de 1940, una circular de artillería del ejército de EEUU sugirió el desarrollo de un rifle ligero utilizando un cartucho calibre .30 similar al ".32 Winchester Self-Loading" para reemplazar la pistola y la metralleta., lo que condujo a la producción del cartucho " Calibre .30 SL, M1 " basado directamente en el .32 SL en febrero de 1941 y, después de un concurso de diseño, a la adopción de la carabina M1 diseñada por Winchester en octubre de 1941. 

## Dimensiones

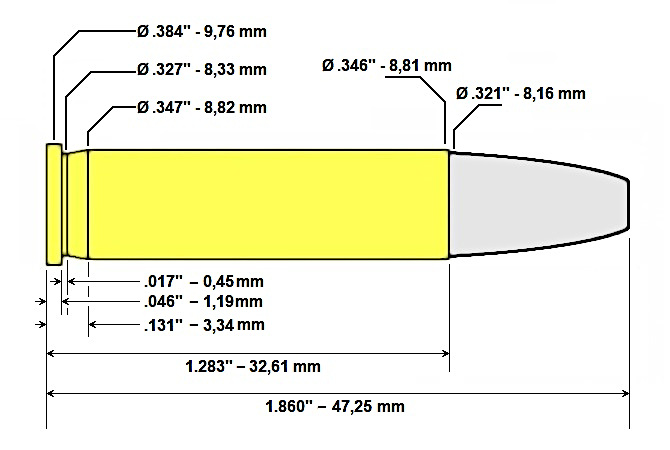